# Lascha Gulelauri
Lascha Gulelauri (auch Lasha Ghulelauri; georgisch ლაშა თორღვაიძე; * 26. Mai 1993 in Achmeta als Lascha Torghwaidse) ist ein georgischer Leichtathlet, der sich auf den Dreisprung spezialisiert hat.

## Sportliche Laufbahn
Lascha Torgwaidse sammelte im Jahr 2011 erste internationale Erfahrung. Anfang Juli nahm er in Lille an den U18-Weltmeisterschaften teil. Im Weitsprung verzichtete er auf den Start und fokussierte sich stattdessen ganz auf den Dreisprung. Es gelang ihm, in das Finale einzuziehen, das er als Achter beendete. Ende Juli gewann er die Silbermedaille beim Europäischen Olympischen Jugendfestival in Trabzon. 2012 trat er in Barcelona bei den U20-Weltmeisterschaften in Barcelona an. Auch dort gelang es ihm, in das Finale einzuziehen, in dem er mit einer Bestweite von 16,00 m den sechsten Platz belegte. 2013 nahm er in Göteborg bei den Halleneuropameisterschaften an seinen ersten internationalen Meisterschaften bei den Erwachsenen teil, schied allerdings nach der Qualifikation aus. 2014 gewann er die Silbermedaille bei den Balkan-Hallenmeisterschaften in der Türkei. 2015 qualifizierte er sich erneut für die Halleneuropameisterschaften. In Prag belegte er nach der Qualifikation den 15. Platz und verpasste damit den Einzug in das Finale. Im Juni verbesserte er sich anschließend auf eine Weite von 16,58 m und trat einen Monat später in Tallinn erneut bei den U23-Europameisterschaften an. Als Vierter verpasste er den Sprung auf die Medaillenränge dabei nur knapp.
Im Frühjahr 2016 gewann Gulelauri mit seinem Sieg bei den Georgischen Hallenmeisterschaften seinen ersten nationalen Meistertitel. Später im Mai sprang er in Kasachstan persönliche Bestleistung von 16,87 m in der Freiluft. Damit erfüllte er die Norm, um bei den Olympischen Sommerspielen in Rio de Janeiro an den Start gehen zu können. Vorher trat er in Amsterdam bei den Europameisterschaften an. Dort verpasste er als Achter seiner Qualifikationsgruppe den Einzug in das Finale. Mitte August trat er anschließend in der Qualifikation bei den Olympischen Spielen an, versäumte es allerdings, einen gültigen Versuch zu setzen, womit er vorzeitig ausschied. 2018 war er in Berlin zum zweiten Mal für die Europameisterschaften qualifiziert. Allerdings brachte er auch dort keinen gültigen Versuch in der Qualifikation zu Stande. 2019 siegte er im Weitsprung bei den Georgischen Hallenmeisterschaften und später im Dreisprung bei den nationalen Meisterschaften in der Freiluft. 2020 gewann Gulelauri die Bronzemedaille bei den Balkan-Hallenmeisterschaften in Istanbul. Im Februar stellte er in Tiflis mit 17,16 m eine persönliche Hallenbestleistung auf und egalisierte damit den Nationalrekord. 2020 und 2021 wurde er jeweils erneut Georgischer Hallenmeister im Dreisprung. Im Mai 2021 steigerte er sich auf 17,08 in der Freiluft und qualifizierte sich damit zum zweiten Mal für die Olympischen Sommerspiele. In Tokio brachte er allerdings, wie auch bei den letzten Spielen 2016 in Rio de Janeiro, keinen gültigen Versuch in der Qualifikation zustande.

## Wichtige Wettbewerbe
| Jahr                 | Veranstaltung                           | Ort                  | Platz                | Disziplin            | Weite/Zeit           |
| Startet für Georgien | Startet für Georgien                    | Startet für Georgien | Startet für Georgien | Startet für Georgien | Startet für Georgien |
| -------------------- | --------------------------------------- | -------------------- | -------------------- | -------------------- | -------------------- |
| 2011                 | U18-Weltmeisterschaften                 | Lille                |                      | Weitsprung           | DNS                  |
| 2011                 | U18-Weltmeisterschaften                 | Lille                | 8.                   | Dreisprung           | 15,04 m              |
| 2011                 | Europäisches Olympisches Jugendfestival | Trabzon              | 2.                   | Dreisprung           | 15,49 m              |
| 2012                 | U20-Weltmeisterschaften                 | Barcelona            | 6.                   | Dreisprung           | 16,00 m              |
| 2013                 | Halleneuropameisterschaften             | Göteborg             | 20.                  | Dreisprung           | 15,35 m              |
| 2015                 | Halleneuropameisterschaften             | Prag                 | 15.                  | Dreisprung           | 15,97 m              |
| 2015                 | U23-Europameisterschaften               | Tallinn              | 4.                   | Dreisprung           | 16,33 m              |
| 2016                 | Europameisterschaften                   | Amsterdam            | 16.                  | Dreisprung           | 16,32 m              |
| 2016                 | Olympische Sommerspiele                 | Rio de Janeiro       |                      | Dreisprung           | o.g.V.               |
| 2018                 | Europameisterschaften                   | Berlin               |                      | Dreisprung           | o.g.V.               |
| 2021                 | Olympische Sommerspiele                 | Tokio                |                      | Dreisprung           | o.g.V.               |

## Persönliche Bestleistungen
Freiluft
- Dreisprung: 17,08 m, 30. Mai 2021, Tiflis

Halle
- Dreisprung: 17,16 m, 2. Februar 2020, Tiflis; (georgischer Rekord)